# Torino Porta Nuova
Torino Porta Nuova (włoski: Stazione di Torino Porta Nuova) – największy dworzec kolejowy w Turynie. Dworzec obsługuje około 192 tys. osób dziennie i około 70 mln rocznie, co daje mu trzecie miejsce we Włoszech. Obok dworca znajduje się stacja metra – Porta Nuova.

## Historia
Prace nad budową pierwszej części stacji rozpoczęły się w 1861 roku pod kierunkiem Alessandro Mazzucchetti i przy współpracy z Carlo Ceppi. Została częściowo otwarta dla ruchu w grudniu 1864, a prace zakończono w 1868. Stacja była powiększana kilka razy.
Po zniszczeniach II wojny światowej kompleks został całkowicie zreorganizowany w latach 1948 i 1953 w ramach projektu Paolo Perilli.
| Torino Porta Nuova                     |  |                                       |
| Linia Turyn - Savona (0,000 km)        |  |                                       |
|                                        |  | Torino Lingotto odległość: 4,318 km   |
| Linia Turyn - Genua (0,000 km)         |  |                                       |
|                                        |  | Torino Lingotto odległość: 4,318 km   |
| Linia Turyn - Mediolan (0,000 km)      |  |                                       |
|                                        |  | Torino Porta Susa odległość: 3,943 km |
| Linia Turyn - Modane (0,000 km)        |  |                                       |
|                                        |  | Torino San Paolo odległość: 1,566 km  |
| Linia Turyn - Torre Pellice (0,000 km) |  |                                       |
|                                        |  | Torino Lingotto odległość: 4,318 km   |